# Justicia glomerulata
Justicia glomerulata är en akantusväxtart som beskrevs av Raymond Benoist. Justicia glomerulata ingår i släktet Justicia och familjen akantusväxter. Inga underarter finns listade i Catalogue of Life.